# Lipiany
Lipiany (niem. Lippehne) – miasto w północno-zachodniej Polsce, w południowo-zachodniej części województwa zachodniopomorskiego, w powiecie pyrzyckim, położone na Pojezierzu Myśliborskim, pomiędzy jeziorami Lipiańskim i Kościelnym. Siedziba gminy miejsko-wiejskiej Lipiany i dekanatu Lipiany. W latach 1975–1998 miasto administracyjnie należało do województwa szczecińskiego.
Według danych z 31 grudnia 2017 miasto liczyło 3982 mieszkańców.
W mieście bierze początek droga wojewódzka nr 156 biegnąca w kierunku wschodnim do Barlinka.
Lipiany leżą na historycznym Pomorzu Zachodnim. Uzyskały lokację miejską przed 1302 rokiem.

## Historia
Lipiany położone są na skraju Pojezierza Myśliborskiego w miejscu o naturalnych walorach obronnych, jakie stanowiły wody Jeziora Wądół i Jeziora Kościelnego, otaczając miasto od północy, wschodu i południa.
W IX w. powstał na półwyspie jeziora Wedyjskiego (obecnie Wądół i Kościelne) warowny gród Pomorzan, który wchodził w skład systemu obronnego plemienia Pyrzyczan, stanowiąc ich południową strażnicę. Wokół grodu powstała osada podgrodowa, której mieszkańcy zajmowali się rolnictwem, rybołówstwem, częściowo handlem i rzemiosłem.

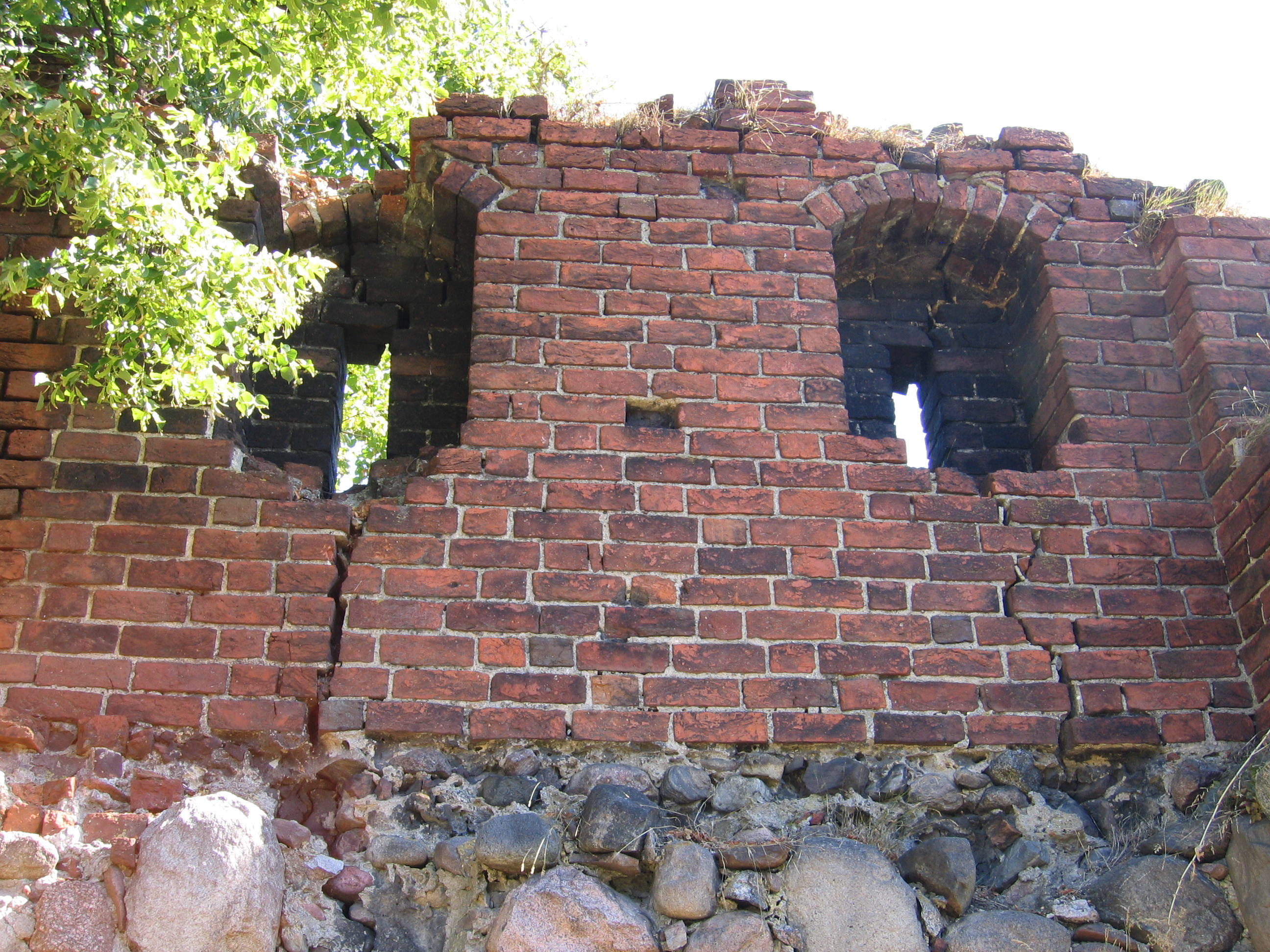
Fragment średniowiecznych murów miejskich

Obszar został włączony do państwa polskiego przez Mieszka I ok. 967 roku. Następnie do XIII wieku tereny te należały do księstwa pomorskiego. Pierwszy zapis o sadzie pochodzi z 1265. 18 sierpnia 1276 biskup kamieński Herman sprzedał ziemię lipiańską (Terra Lipene) za 3000 srebrnych marek margrabiom brandenburskim Ottonowi, Johannowi i Konradowi, którzy włączyli ją do Nowej Marchii. Prawa miejskie miejscowość uzyskała na początku XIV wieku. Po wygaśnięciu brandenburskiej dynastii askańskiej w 1319 wybuchła wojna o przynależność regionu. Region i miasto zajął książę wołogoski Warcisław IV. Po długotrwałych sporach o sukcesję w 1337 r. jako lenno biskupa kamieńskiego miasto pozostało ostatecznie przy Brandenburgii. W 1344 roku mieszczanie z Lipian otrzymali przywilej wedle którego mogli być sądzeni tylko w obrębie murów obronnych, a rajcy przed sądem dworskim margrabiego. W latach 1371–1372 miasto było niszczone przez najazdy książąt szczecińskich. Od najdawniejszych czasów Lipiany miały prawo odbywania 4 jarmarków rocznie. Od 1373 we władaniu Korony Czeskiej. W 1402 zawarto porozumienie w sprawie sprzedaży miasta Polsce, jednakże ostatecznie sprzedano je jeszcze w tym samym roku Krzyżakom. W czasie wojny polsko-krzyżackiej w 1433 Lipiany zostały spustoszone przez husytów, a po wybuchu kolejnej wojny polsko-krzyżackiej w 1454 Krzyżacy sprzedali miasto z regionem, aby pozyskać środki na prowadzenie wojny. W 1467 ponownie spustoszone, tym razem przez Pomorzan, a później przez strony walczące podczas wojny trzydziestoletniej. Kolejne zniszczenia przyniosły wojny i przemarsze wojsk w XVII wieku, bieda była tak wielka, że znany jest przypadek wdowy, która w 1636 sprzedała łan ziemi za połeć słoniny.
W średniowieczu miasto słynęło z browarów i miejscowego piwa lipiańskiego Zaczynaj.
Na początku XIX wieku ma miejsce sztuczne obniżenie poziomu lustra wody na jeziorze, które dzieli się na dwa oddzielne akweny, towarzyszy temu rozwój wikliniarstwa. Po 1840 r. wybudowano drogę łączącą Lipiany z Pyrzycami i Myśliborzem, w 1882 r. miasto uzyskało połączenie kolejowe z Kostrzynem, a rok później ze Stargardem. Od 1871 do 1945 w granicach Niemiec. Pod koniec XIX wieku założono tu kilka fabryk, m.in. wikliniarską (w 1890 r.).
W 1945 r. miasto zostało zajęte przez Armię Czerwoną, ponosząc stosunkowo niewielkie straty – zniszczeniu uległo tylko 39 budynków. Wkrótce Lipiany przekazane zostały administracji polskiej. Dotychczasowa ludność miasta uległa wysiedleniu do Niemiec i została zastąpiona polskimi osadnikami. Przejściowo funkcjonowały nazwy Lipiny oraz Lipiana (ta druga pojawia się m.in. w przedwojennym Atlasie nazw geograficznych Słowiańszczyzny Zachodniej Stanisława Kozierowskiego). Obowiązującą do dziś nazwę wprowadzono formalnie 7 maja 1946 roku. W okresie Polski Ludowej rozwinął się przemysł spożywczy (m.in. przetwórnia owoców i warzyw), drzewny oraz fabryka armatury.
W okresie od 1985 do 2014 w mieście organizowano coroczny festiwal folklorystyczny.
Od 1991 r. działa Radio Plus Lipiany (wcześniej Vox FM Lipiany).

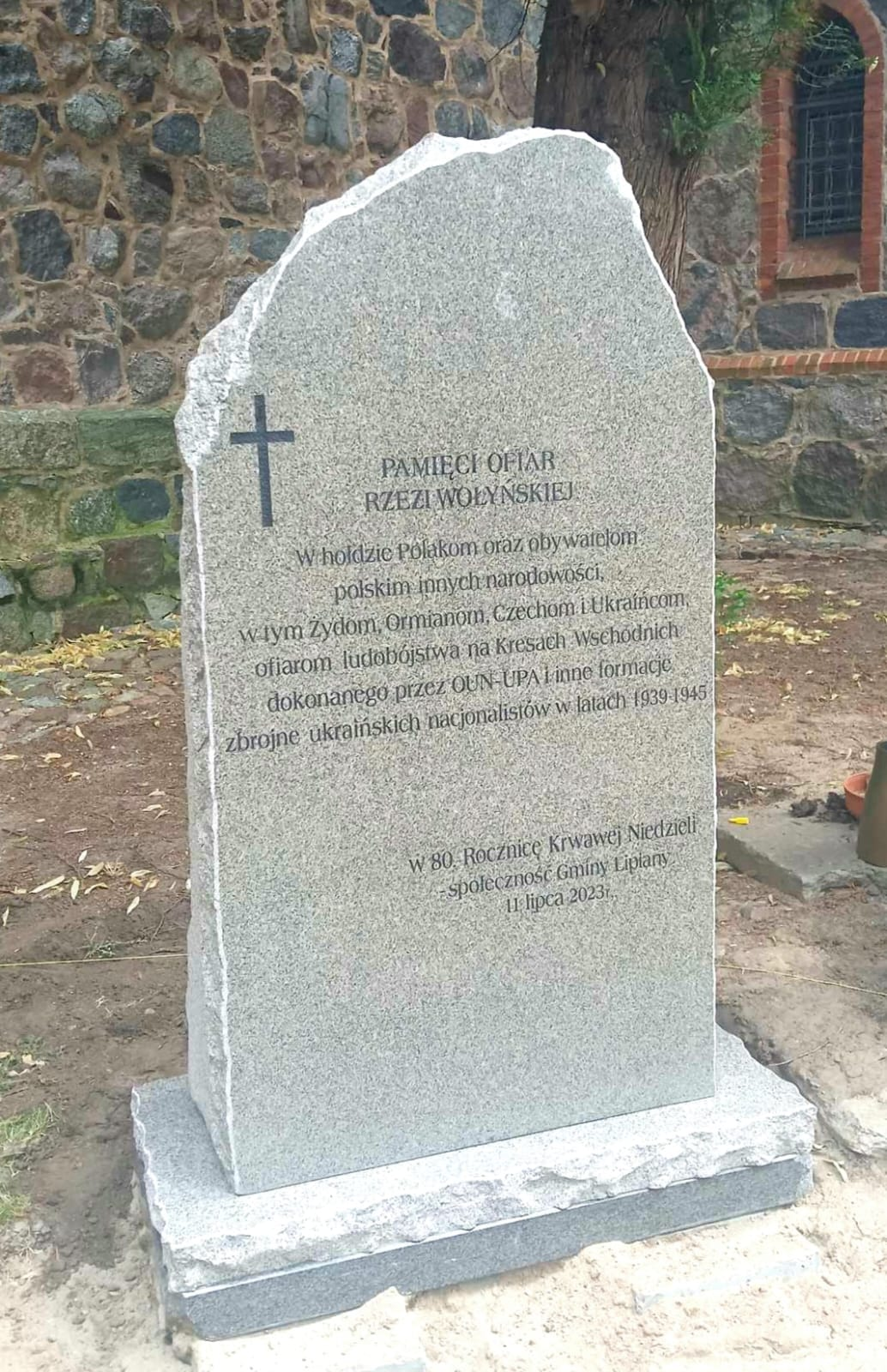
Pomnik Ofiar Ludobójstwa Polaków Kresach Wschodnich i obywateli polskich innych narodowości

16 lipca 2023 w Lipianach odsłonięto pomnik dedykowany Polakom, Żydom, Czechom, Ormianom i sprawiedliwym Ukraińcom, zamordowanym w czasie ludobójstwa w latach 1939-1945 przez nacjonalistów ukraińskich.  

## Demografia

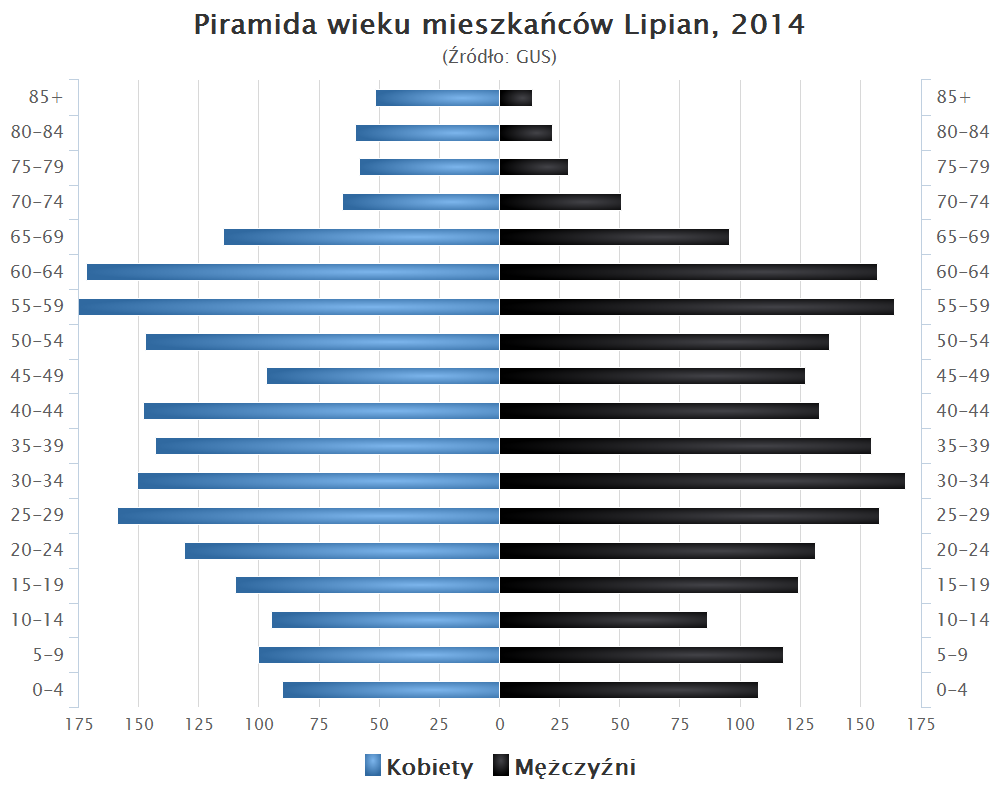
Piramida wieku mieszkańców Lipian w 2014 roku

## Zabytki
Stare Miasto cechuje późnośredniowieczny układ urbanistyczny oparty na eliptycznym kształcie z centralnie umieszczonym placem rynkowym. Cały jego obszar wpisany jest do rejestru zabytków. Ważniejsze obiekty w jego obrębie:
- ratusz zbudowany w 2. połowie XVIII wieku w stylu barokowo-klasycystycznym, usytuowany w zachodniej części rynku jest siedzibą urzędu miejskiego. Przy bocznej ścianie ratusza znajduje się studzienka z płaskorzeźbą przedstawiająca mieszczan pijących słynne lipiańskie piwo.
- kościół Wniebowzięcia NMP zbudowany z kwadr granitowych i cegły (XIII w.). W latach 1689–91 odbudowany, a w latach 1746-51 rozbudowany, ponownie odbudowany w latach 1861-62 i w 1915 r. według projektu Friedricha Stülera
- dwie gotyckie bramy z początku XV w. – Pyrzycka i Myśliborska
- pozostałości murów obronnych po stronie północno-wschodniej Starego Miasta
- gmach szkoły wzniesiony na początku XX w. nawiązujący do stylu barokowo-klasycystycznych rezydencji
- budynki mieszkalne z XVIII/XIX w. (ul. Armii Krajowej 29/31, Kościuszki 43, Szkolna 17, Jedności Narodowej 61, 63)

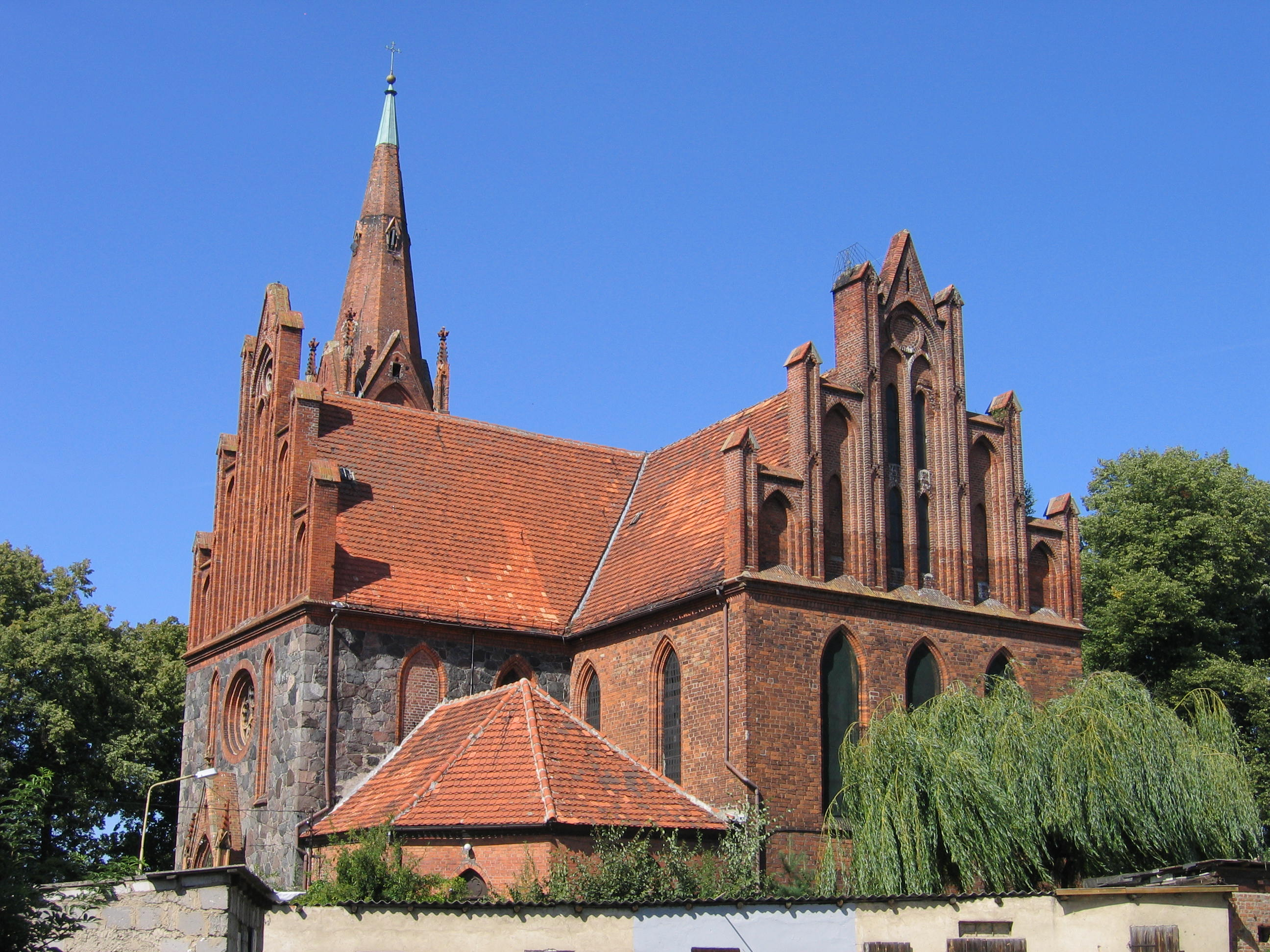
Kościół Wniebowzięcia NMP
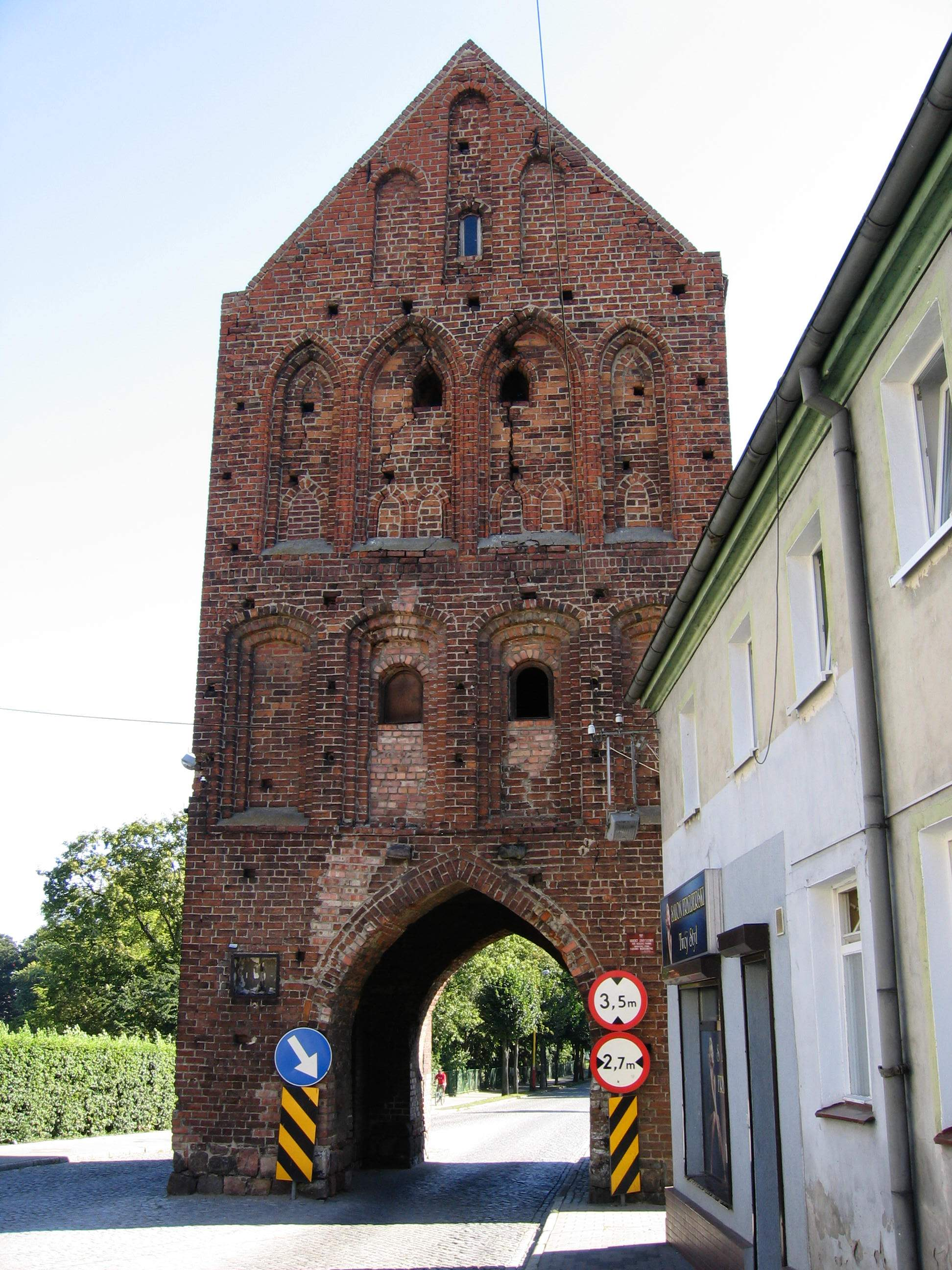
Brama Myśliborska
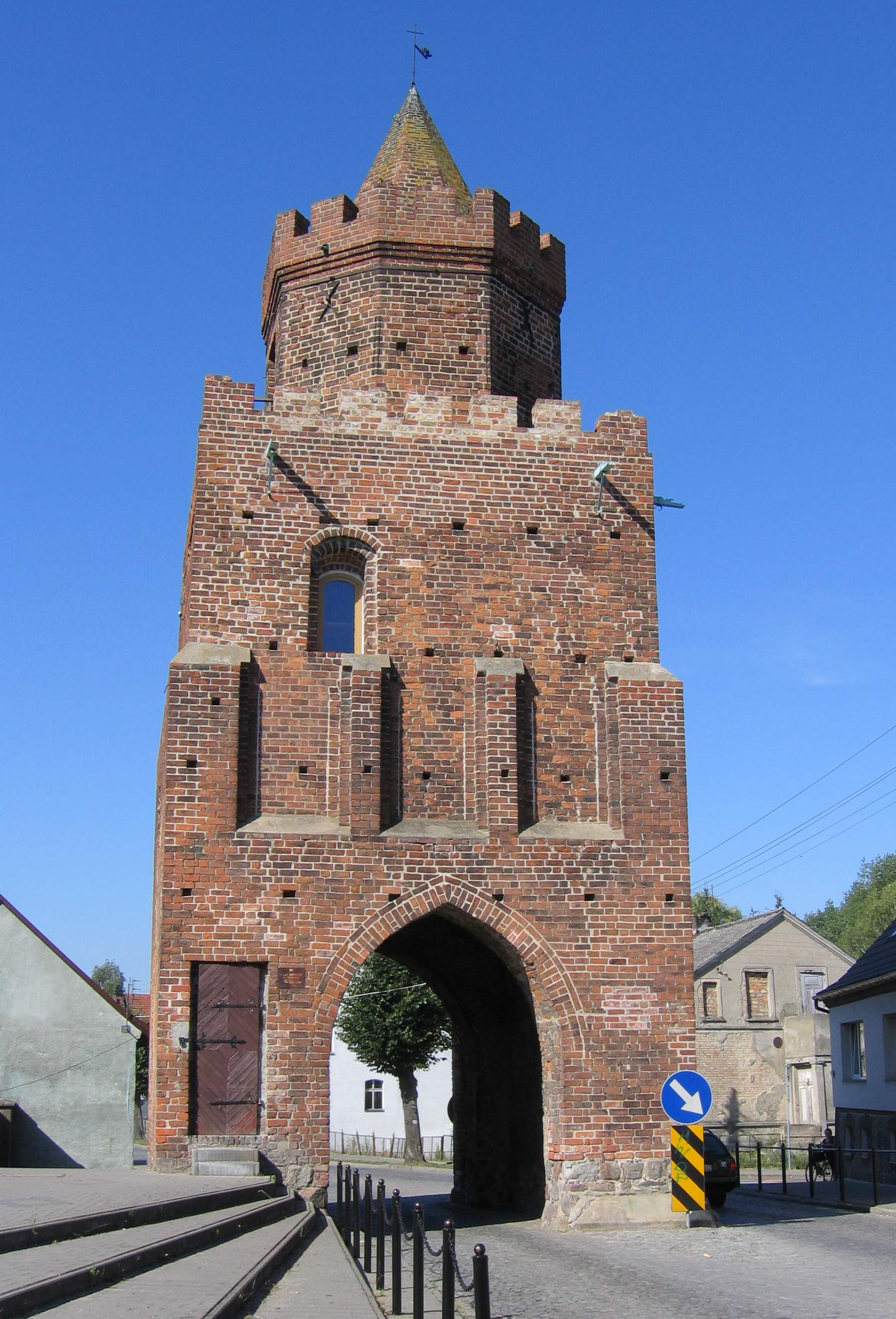
Brama Pyrzycka
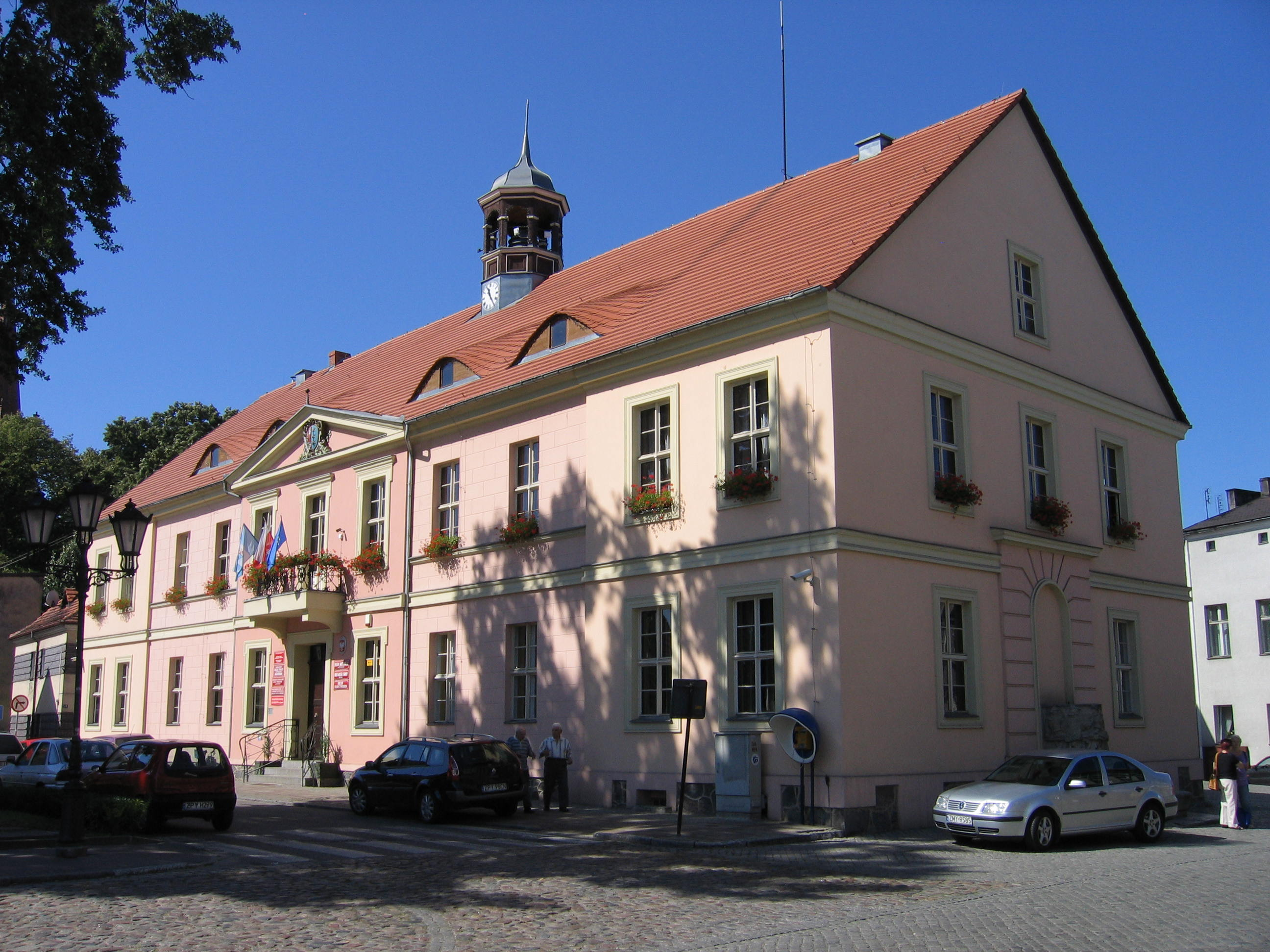
Ratusz
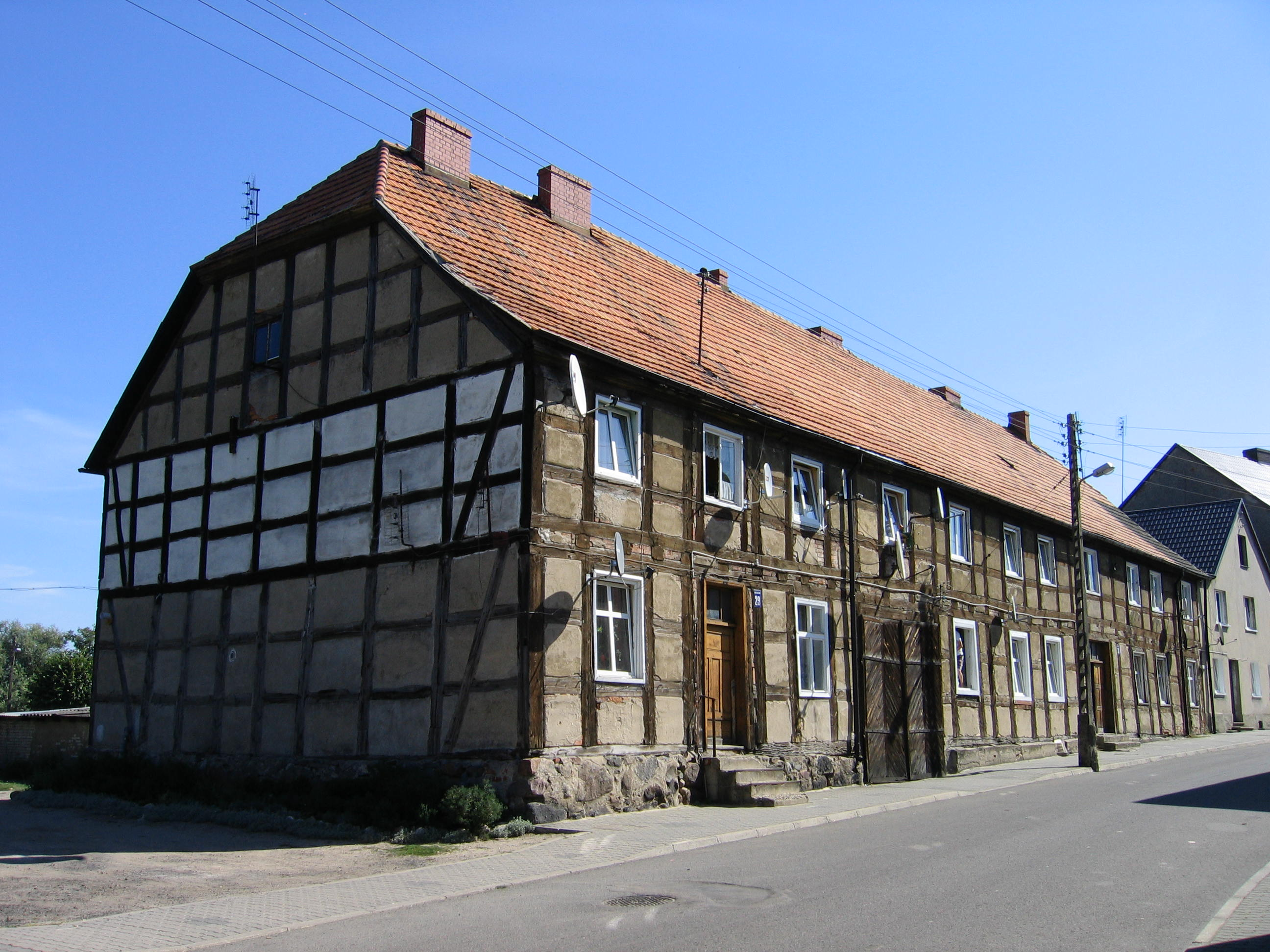
Dom z XVIII/XIX w.
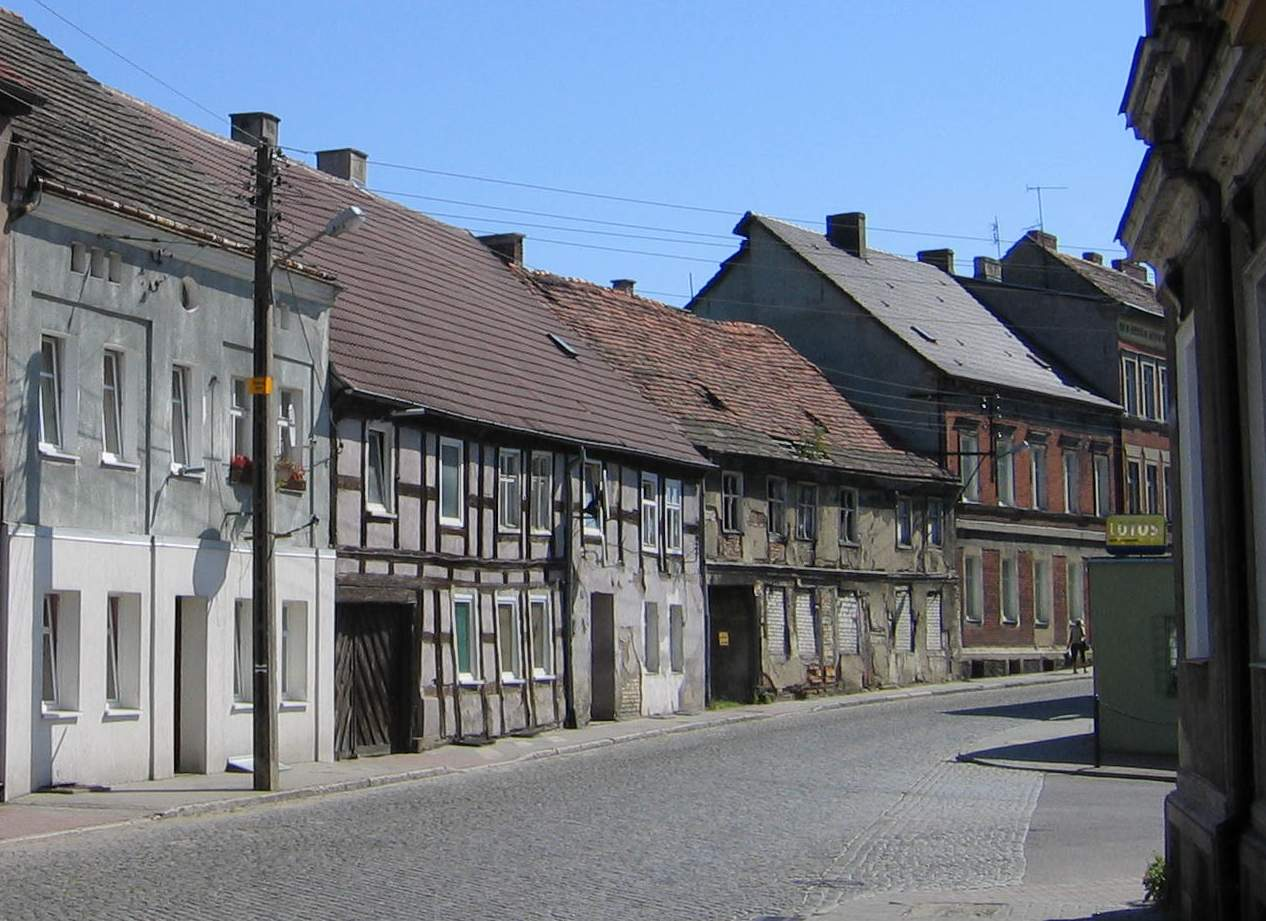
Domy z XVIII/XIX w.

## Pomniki przyrody
- Dąb Pokoju (Piwowarów) – pomnik przyrody znajduje się na placu Wolności, obwód w pierśnicy 430 cm, wysokość 28 m, wiek 190 lat
- lipa, tuja - na działce kościelnej
- głaz narzutowy (na Półwyspie Leszczynowym jeziora Wądół) – granit różowy, średnioziarnisty, obwód 11,8 m[22], wys. 1,3 m nad lustro wody, częściowo zakopany, widoczne spękania erozyjne

## Gospodarka
W mieście znajduje się remiza Ochotniczej Straży Pożarnej, komisariat policji, urząd pocztowy, dwa banki, piekarnia, wiele zakładów usługowych, lokali gastronomicznych i miejsc noclegowych. Lipiany to ośrodek produkcji armatur, blach, odzieży, części elektrycznych, a także przetwórstwa spożywczego. Według danych z 2006 roku w mieście było 409 prywatnych podmiotów gospodarczych, z czego 317 stanowiły osoby fizyczne prowadzące działalność gospodarczą.
W miejscowości działał Zakład Rybacki Lipiany wchodzący w skład Państwowego Gospodarstwa Rybackiego Szczecin.
Struktura demograficzna mieszkańców Lipian według danych z 31 grudnia 2007:
| Opis                                | Ogółem | Ogółem | Kobiety | Kobiety | Mężczyźni | Mężczyźni |
| ----------------------------------- | ------ | ------ | ------- | ------- | --------- | --------- |
| Jednostka                           | osób   | %      | osób    | %       | osób      | %         |
| Populacja                           | 4135   | 100    | 2132    | 51,56   | 2003      | 48,44     |
| Wiek przedprodukcyjny (0–17 lat)    | 752    | 18,19  | 379     | 9,17    | 373       | 9,02      |
| Wiek produkcyjny (18–65 lat)        | 2731   | 66,05  | 1289    | 31,17   | 1442      | 34,87     |
| Wiek poprodukcyjny (powyżej 65 lat) | 652    | 15,77  | 464     | 11,22   | 188       | 4,55      |

## Oświata i kultura

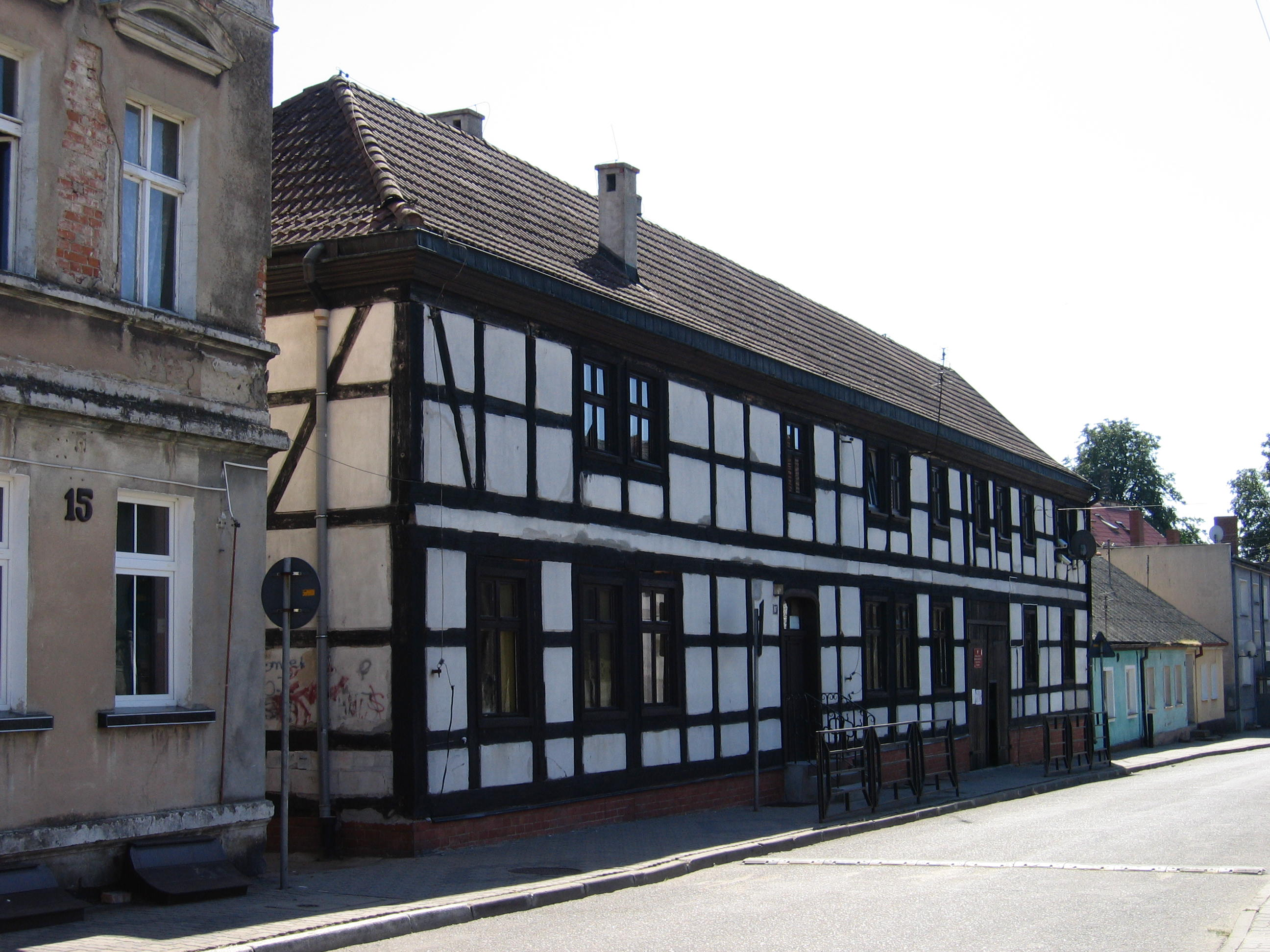
Miejska i Gminna Biblioteka Publiczna

W mieście znajdują się dwie placówki oświatowe: Przedszkole Miejskie im. Kubusia Puchatka oraz Zespół Szkół w Lipianach, obejmujący szkołę podstawową im. Kornela Makuszyńskiego i liceum ogólnokształcące. W przeszłości w skład Zespołu Szkół wchodziło także gimnazjum.
Ośrodkami kultury w mieście jest Miejska i Gminna Biblioteka Publiczna im. Agnieszki Osieckiej, a także Miejsko-Gminny Ośrodek Kultury.
Przy Zespole Szkół w Lipianach działają dwie jednostki ZHP: 42. Drużyna Harcerska im. Arkadego Fiedlera "Wędrowcy", oraz 8. Gromada Zuchowa "Promyczki". Obie jednostki należą do hufca ZHP Myślibórz.

## Sport
W mieście działa Miejski Klub Sportowy Stal Lipiany, założony 5 maja 1946. Domowe mecze rozgrywa na Stadionie Miejskim przy ulicy Lipowej w Lipianach. W sezonie 2022/23 występuje w klasie A, gr. zachodniopomorska V. Posiada barwy biało-niebieskie. Wychowankiem klubu jest Andrzej Miązek.
14 lipca 1954 w oparciu o koło sportowe „Stal” i LZS przy POM zorganizowano LZS. Ten połączył się 4 lutego 1955 z KS „Budowlani”. W lutym 1957 roku powstał LKS „Wicher”.
Z Lipian pochodzi również Lech Piasecki, polski kolarz szosowy i torowy, mistrz świata amatorów i torowy mistrz świata zawodowców, zwycięzca Wyścigu Pokoju, pięciu etapów w Giro d’Italia, lider Tour de France.
W Lipianach wychowała się polska biegaczka Sofia Ennaoui, brązowa medalistka na 1500 metrów w halowych lekkoatletycznych Mistrzostwach Europy w Belgradzie (2017 r.) oraz srebrna medalistka Mistrzostw Europy w Berlinie (2018 r.).

## Administracja

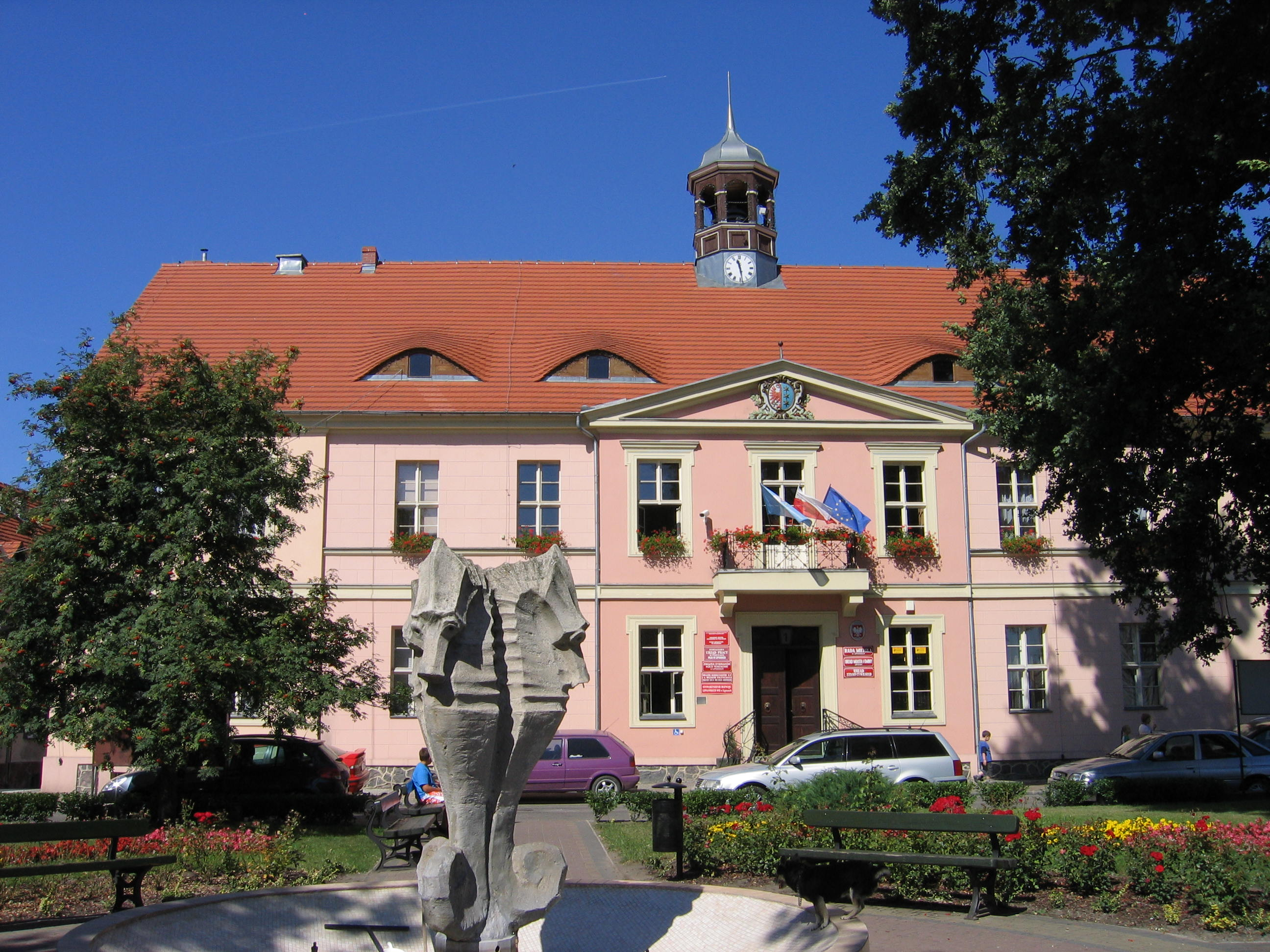
Barokowo-klasycystyczny ratusz z XVIII wieku przy placu Wolności

Miasto podzielone jest na 3 okręgi wyborcze. Mieszkańcy Lipian wybierają do swojej rady miejskiej 10 radnych (10 z 15). Pozostałych 5 radnych wybierają mieszkańcy terenów wiejskich gminy Lipiany. Organem wykonawczym jest burmistrz, którym obecnie jest Bartłomiej Królikowski. Siedzibą władz jest zabytkowy ratusz przy placu Wolności.
Burmistrzowie Lipian:
- Bożena Iwasiuk (2002–2006)
- Krzysztof Boguszewski (2006–2018)
- Bartłomiej Królikowski (od 2018)

Mieszkańcy Lipian wybierają parlamentarzystów z okręgu wyborczego Szczecin, a posłów do Parlamentu Europejskiego z okręgu wyborczego nr 13.

## Miasta partnerskie
- Saint-Genest-d’Ambière
- Wietzendorf